# Ата-Журт Кыргызстан
«Ата-Журт Кыргызстан» (в переводе — Отечество Кыргызстан) — киргизская политическая партия, основанная в 1999 году под названием «Народное единство» (Эл биримдиги). В 2021 году партия была переименована в «Ата-Журт Кыргызстан». Весной 2021 года она взяла наибольшее количество мандатов в местных кенешах (советах), а в ноябре одержала победу на выборах в парламент Кыргызстана (Жогорку Кенеш).
Лидером партии является Айбек Маткеримов, а фракцию «Ата-Журт Кыргызстан» в парламенте с 2023 года возглавляет Бактыбек Сыдыков. Действующий спикер парламента Нурланбек Шакиев также является представителем «Ата-Журт Кыргызстан». Партия связана с президентом Кыргызстана Садыром Жапаровым и главой ГКНБ Камчыбеком Ташиевым.

## История
Партия основана в 1999 году под названием «Народное единство» (Эл биримдиги). Её первым руководителем стал Замирбек Эсенаманов, впоследствии избранный депутатом парламента Кыргызстана. До 2021 года партия не участвовала ни в каких избирательных кампаниях. Перерегистрация партии состоялось 26 февраля 2021 года, после чего она получила название «Ата-Журт Кыргызстан», а её лидером стал Айбек Маткеримов, ранее состоявший в рядах партии «Мекенчил», основанной Камчыбеком Ташиевым и Садыром Жапаровым.
Партия связана с президентом Кыргызстана Садыром Жапаровым и Камчыбеком Ташиевым, стоящим во главе Государственного комитета национальной безопасности Кыргызстана. Сын последнего Тай-Мурас Ташиев баллотировался в городской кенеш Джалал-Абада от «Ата-Журт Кыргызстан».
На местных выборах весной 2021 года были зарегистрированы партии со схожими названиями такими как «Ата-Журт», «Республика-Ата-Журт» и «Ата-Журтум Кыргызстан». Все они так или иначе были связаны с Жапаровым и Ташиевым. Согласно изданию Kloop каждый третий человек в списке «Ата-Журт Кыргызстан» до этого являлся членом партий «Биримдик», «Кыргызстан» и «Мекеним Кыргызстан». При этом программа «Ата-Журт Кыргызстан» была уличена журналистом Ыдырысом Исаковым в плагиате и оказалась схожей с текстом партии «Реформа».
Местные выборы 2021 года завершились для партии получением наибольшего количество мандатов в местных кенешах. Кандидаты от «Ата-Журт Кыргызстан» были представлены в 21 городе, в основном в Ошской, Джалал-Абадской и Баткенской областях. Барьер в 7 % партия прошла в 15 городах, включая столицу Бишкек. В таких городах как Ош, Джалал-Абад и Базар-Коргон «Ата-Журт Кыргызстан» набрал более 40 % голосов. Менее 5 % «Ата-Журт Кыргызстан» взял в Таласе, Токмаке и Караколе.
В первую пятёрку партии на парламентских выборах 2021 года вошли Бакыт Торобаев, Равшан Сабиров, Джамиля Исаева и Таалайбек Сарыбашов. Руководителем предвыборного штаба партии являлся Кабыл Мамбетаипов. «Ата-Журт Кыргызстан» имел наибольшие поступления в свой избирательный фонд среди других киргизский политических партий, которые составляли к 22 ноября 2021 года 33 млн сомов. По итогам выборов «Ата-Журт Кыргызстан» занял первое место, набрав 17 % голосов. Лидером фракции «Ата-Журт Кыргызстан» в парламенте, куда вошли 33 депутата, стал Бакыт Торобаев. После назначения Торобаева в марте 2022 года исполняющим обязанности заместителя председателя кабинета министров Кыргызстана, лидером фракции был назначен Нурлан Шакиев.
В октябре 2022 года Нурланбек Шакиев был избран председателем парламента, после чего 14 депутатов, прошедших в «Жогорку Кенеш» по одномандатным округам, вышли из состава фракции «Ата-Журт Кыргызстан» и образовали группу «Мекенчил». Новым лидером фракции «Ата-Журт Кыргызстан» в Жогорку Кенеше стал Бактыбек Сыдыков.

## Популярность
Согласно опросу Международного республиканского института (США), опубликованному в июне 2022 года, 14 % респондентов ответили, что именно партия «Ата-Журт Кыргызстан» может наиболее успешно решать проблемы Кыргызстана.
В мае 2023 года компанией SIAR Research and Consulting было проведено исследование, показавшее, что за «Ата-Журт Кыргызстан» готовы отдать свои голоса 21 % респондентов.